# Ganding (plaats)
Ganding is een bestuurslaag in het regentschap Sumenep van de provincie Oost-Java, Indonesië. Ganding telt 3890 inwoners (volkstelling 2010).